# Max Mapes Ellis
Max Mapes Ellis, född 3 december 1887 i Lawrence, Indiana, USA, död 26 augusti 1953 i Los Angeles, Kalifornien, var en amerikansk fysiolog och iktyolog.

## Biografi
Ellis var son till Horace och Grace V. Ellis och växte upp i West Lafayette, Indiana. Han tog grundexamen vid Vincennes University 1907 där han var medlem i Sigma Pi-broderskapet och tog sedan 1909 sin doktorsexamen vid Indiana University. År 1908 var han delegat till Sigma Pis första nationella kongress. Efter examen blev han biträdande professor i biologi med ansvar för zoologiska avdelningen vid University of Colorado Boulder i Boulder, Colorado.
Han gift sig 1909 med den amerikanska iktyologen Marion Durbin Ellis (1887–1972). Deras första barn, Cornelia Grace föddes i oktober 1914.
År 1909 publicerades han i The Journal of Experimental Zoology för sitt experimenterande med grodyngel.
Som ung man tjänstgjorde Ellis också i nationalgardet i fyra år för Indiana och därefter i Idaho där han befordrades till sergeant.
Ellis dog i Los Angeles, Kalifornien 1953. Han beskrivs som en noggrann forskare med en respekterad karriär och rykte. 

## Karriär och vetenskapligt arbete
År 1911 ledde Ellis Gimbelexpeditionen i regionerna i Amazonflodens huvudvatten. Under gemensam ledning av Indiana University och Carnegie Museum of Natural History gjorde denna expedition värdefulla biologiska upptäckter om gymnotidae ål och fisk i regionen. Dessa upptäckter beskrevs i hans uppsats Gymnotid Eels of Tropical America, publicerad 1913.
År 1913 publicerades han och Frank Marion Andrews i Bulletin of the Torrey Botanical Club med en artikel om salvinia natans bladhår. Hans första bok, The Amphibia and Reptilia of Colorado, som han skrev tillsammans med Junius Henderson publicerades 1913. Hans andra bok, Fishes of Colorado, publicerades 1914.
Ellis publicerade många artiklar om växt- och djurliv i den amerikanska västern. Han lät publicera två artiklar i tidskriften Nautilus. Den första 1916 och den andra, med M. Keim, 1918. Han publicerades två gånger i Proceedings of the United States National Museum, först 1912 och igen 1919 och publicerades också i Transactions of The American Microscopical Society (1913) och Copeia (1917).
Från 1925 och fram till 1940-talet arbetade Ellis i samarbete med Fairport, Iowa-labbet vid US Bureau of Fisheries vid Mississippifloden. Hans arbete kretsade kring ett försök att föröka musslor i floden, vilka sedan användes av knappindustrin. Att hitta ett sätt att öka antalet musslor blev en nästan besatthet för honom.:5

## Utmärkelser och hedersbetygelser
[Redigera Wikidata]
Knivfisken Apteronotus ellisi är uppkallad efter Ellis. Pansarmalen Corydoras ellisae och tetran Hyphessobrycon ellisae är emellertid inte uppkallade efter honom utan efter hans hustru, Marion Durbin Ellis.